# 培頓·曼寧
培頓·威廉姆斯·曼寧（英語：Peyton Williams Manning，1976年3月24日—）是國家美式足球聯盟丹佛野马的四分衛，1998年到2011年间曾在印城小马效力了14个赛季。他是前紐奧良聖徒四分衛奧治·曼寧和奧莉薇雅·曼寧的兒子。此外，他是前紐約巨人四分衛伊莱·曼宁的哥哥，因脊髓狹窄而中斷大學美式足球生涯的前Ole Miss外接員古柏·曼寧的弟弟。培頓在紐奧良為路易斯安那的Isidore Newman School打高中美式足球，後進入田納西大學校隊，於1998年NFL選秀被印城小馬選為第一輪第一順位。培頓與他的大學女友艾希利（Ashley）於2001年3月結婚。
曼寧保持許多NFL傳球紀錄，包括：單季傳球達陣（2004NFL球季）
，連續六季傳球碼數超過4,000碼 (1999年-2004年)等。

## 高中生涯
出生於路易斯安那州紐奧良，在新奧爾良的伊西多爾·紐曼高中，曼寧成為了該校正選的四分衛。傳球碼數達7,207碼及92次達陣。在他帶領下，球隊總成績是34勝5負。曼寧亦獲得  Gatorade路易斯安那州年度最佳球員獎。

## 大學生涯
曼宁的父亲是密西西比大学的传奇四分卫，但曼宁选择了主打传球进攻的田纳西大学Volunteer。这一选择令密西西比大学的球迷大为失望，在召开了新闻发布会后，曼宁的父亲收到了200多个威胁信和7000多个威胁电话。大学四年，曼宁创下了一堆旷古烁今的校队队史纪录：1381次传球出手，队史第一；863次传球完成，队史第一；62.49%传球成功率，队史第一；传球码数11201码，队史第一；传球达阵数89次，队史第一。曼寧担當正選四分衛时，取得了39勝6負。亦打破了Southeastern Conference的記錄（這個紀錄後來被喬治亞大學的David Greene打破，取得42勝）。在盃賽方面，取得3勝1負的成績。
1997年，田纳西大学Volunteer退役了曼宁的16号球衣。

### 大學榮譽
- 1997年 Davey O'Brien Award國家十大成年四分衛[7]
- 1997年 Johnny Unitas Award - 國家十大四分衛[7]
- 1997年 Maxwell獎（英语：Maxwell Award） - 國家十大最佳球員[7]
- 1997年大學美式足球全美國隊[7]
- 1997年 James E. Sullivan Award - 最傑出美國業餘運動員[7]
- 1997年 Today's Top VIII Award - 八大傑出大學生運動員[7]
- 1997年 SEC錦標賽最有價值球員[8]
- 1997年 Capital One Bowl最有價值球員

## 職業球員生涯
曼寧在1998年的NFL選秀以整體順位第一名被印城小馬選擇，他在NFL的比賽中均以正選球員上陣，他只是因為被Lorenzo Bromell阻截時弄到腿部受傷而缺陣一場2003年他與另一名球員共同獲得NFL最有價值球員獎另外一名球員是田納西泰坦四分衛史蒂夫·麦克奈尔。2004年，曼寧成為了NFL球員最高薪水的球員，簽署了7年9920萬美元加上3450萬的花紅，平均每年約1417萬美元。另外在合約上曼寧是可以獲得1900萬元獎金
根據球探的報告，曼寧是完全的「火箭式」傳球者而不是衝鋒陷陣的球員。曼寧為人所知的是他的手勢以及在他大喊到改變打法的能力。

### 1998-1999球季
培頓·曼寧在首輪被印城小馬第一名選中。並隨即成為球隊中正選四分衛。曼寧在該季交出了3739碼、26次達陣及28次直截。他打破了五項新秀記錄，包括單季最多傳球達陣以及選為NFL全新秀一隊。不過，球隊的總成績是3勝13負。

### 1999-2000年球季
在季前的選秀會中，小馬隊選擇Edgerrin James。曼寧與James與領球隊以13勝3負成績進入季後賽。在曼寧賽季第十六場比賽比賽對手是新英格蘭愛國者，半場領先28-7的優勢下，被對手以31-28反勝。曼寧是該季傳球碼數超過4000碼以及26次傳球達陣。 在季後賽，球隊以16-19僅負於田納西泰坦，在43次傳球中19次成功，但沒有達陣傳球。

### 2003-2004年球季
曼寧在常規賽擲出了4,267碼及29次達陣，協助球隊以12勝4負完成球季，以及被對方得分排第20名（336分）。在外卡賽中以41-10大敗丹佛野馬。26次傳球，共22次成功，傳球碼數達377碼，並造出4次達陣，造出158.3的傳球率。接著以38-31擊敗堪薩斯城酋長曼寧讓小馬隊造出了第一次季後賽沒有棄踢造出了304傳球碼數及3次達陣。不過在美聯冠軍戰中，被新英格蘭愛國者的嚴密防守，導致傳球率只有35.5，是職業生涯新低愛國者三次成為將曼寧的傳球直截。小馬隊最終負14-24

### 2004-2005年球季
2004年球季，曼寧的傳球碼數達4,557碼，121.1傳球率以及49次達陣，打破了由邁阿密海豚球員Dan Marino所保持的48次單季傳球達陣次數的記。傳球比分達112.8打破了由三藩市49人名人堂球員史提夫·揚所保持的記錄。曼寧以12勝4負成績帶領球隊晉身季後賽。在最有價值球員選舉中，在50票當中，取得了49票，順利成為最有價值球員。小馬隊在分區季後賽中，客場以3-20負於新英格蘭愛國者，曼寧連續7場比賽負於新英格蘭隊。進攻所取得的3分更是小馬隊2003年球季成績最差。

### 2005-2006年球季

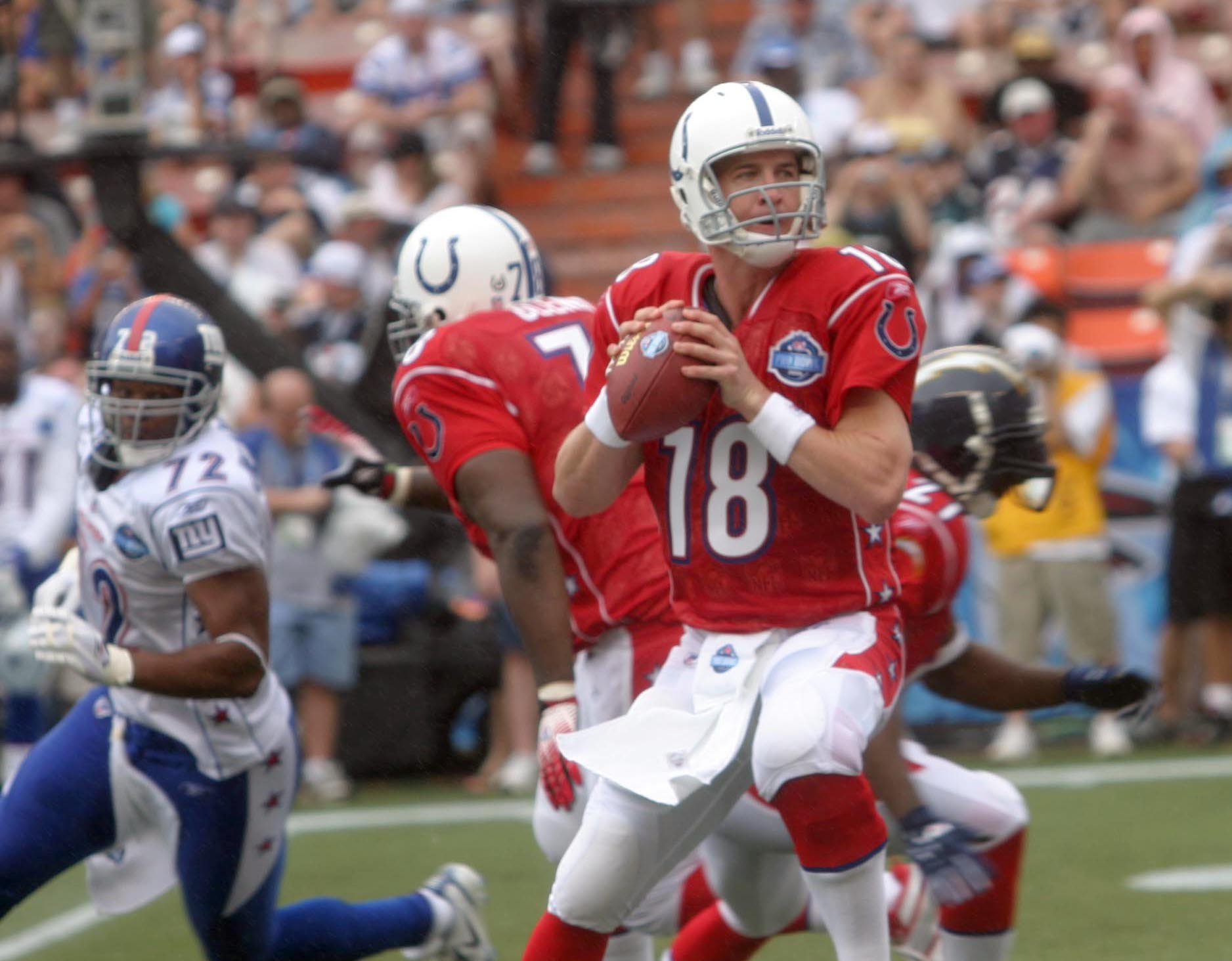
2006年明星碗曼寧為美聯會出賽

2005年球季，小馬隊的防守大為改善。在第15週，小馬隊以13勝0負在美聯會南區帶先，擁有主場優勢及不用打第一輪比賽。然而，Tony Dungy決定讓他繼續先發，讓球隊可以繼續熱身。12月18日，對聖地牙哥電光的比賽以26-17勝出。曼寧在該季傳次碼數達3,747碼，自1998年的新秀球季以來，第一次傳球碼數少於4000碼，事實上，是球季因為以優秀的成績不用打季後賽而減少了出賽次數。
培頓在該季的最有價值球員獎僅負於肖恩·亚历山大 ，不過在贏得Walter Payton Man of the Year Award。另外，他亦被提名為FedEx Air Player球員獎，其他提名人包括汤姆·布雷迪 and 卡森·帕尔默，最後曼寧力壓兩名對手奪得該獎項冠軍。

### 2006-2007年球季
小馬隊開季9勝0負，但最終以12勝4負結束常規賽，他們以第三種籽進入季後賽。曼寧在該季有好表現，擲出31次傳球達陣，碼數超過4000碼以及領四分衛傳球率領先。在31次的傳球達陣及9次直截使他成為第二位四分衛成球季內擲出超過30次傳球達陣以及少於10個直截。小馬擊敗了在1月6日的季後賽第一圈以23-8擊敗了堪薩斯城酋長。 接著1月13日進行分區季後賽的比賽，他們以16-6擊敗巴爾的摩烏鴉隊。踢球員 亚当·维纳蒂耶里射進5個定點球，追平了NFL季後賽的記錄。小馬隊在1月21日面對新英格蘭愛國者，小馬隊擁有主場優勢，小馬隊以38比34擊敗新英格蘭，比賽中小馬隊在最佳階段一口氣連取18分，為球隊反敗為勝。2月4日曼寧首次帶領球隊進入超級杯，對手是芝加哥熊，在曼寧的出色表演下，上半場取得兩次達陣，讓球隊反超前，下半場將分數開始抱離，除了為球隊贏得超級杯外，還奪得了該年的最有價值球員獎。

### 2007-2008年球季
曼寧帶領球場取得開季七連勝。直到第八場比賽面對新英格蘭愛國者，球隊取得第一場敗陣。在這個球季，他的傳球總碼數超過40,000碼以及第100生涯勝利。並協助球隊以第二種籽身份進入季後賽。常規賽球季結束後，他的傳球碼數達4,040碼、31次傳球達陣以及98.0的傳球比分。在季後分區賽，卻不能帶領球隊再晉一步以21-24負於外卡球隊聖地牙哥電光。
他選為2008年明星碗國聯會球員之一。

### 2008-2009年球季
2008年7月14日曼寧做了手術移除了左膝的黏液囊。曼寧在大學時代曾經因膝部支撐問題裝上黏液囊。曼寧今季錯過了四場季前熱身賽。
在新的球場第一場比賽以15-29敗於芝加哥熊之下。下周的對手是明尼蘇達維京人，小馬隊曾一度落後0-15，而 Adam Vinatieri射進關鍵的47碼定點球協助球隊勝利。曼寧的傳球碼數達311碼，避免小馬隊在曼寧加入後首次開季兩戰全負。
第三週對傑克森維爾美州虎。萬寧在比賽擲下兩個直截，其中一次更被直接給對手達陣。雖然小馬曾一度反先。但被美州虎隊Josh Scobee射進51碼定點球，結果以1勝2負完成最初三周的比賽。。在第四周對德克薩克人的比賽。當剩餘五分鐘，小馬隊仍落後10-27，但最後成功反勝31-27。萬寧擲出兩個達陣。10月12日，在主場大勝巴爾的摩烏鴉後，然後在第二場比賽被綠灣包裝工以34-14大敗，在比賽萬寧擲下兩個直截).。
接著迎戰田納西泰坦，比賽在第三節，小馬領先14-6，但最後被泰坦隊反勝31-21，有評論指出小馬隊失去季後賽資格。下一場比賽面對新英格蘭愛國者，雙方在第四節為15-15平手，小馬隊憑Adam Vinatieri射進52碼定點球取得勝利。萬寧在比賽傳球29次，21次成功，有兩次傳球達陣並沒有直截。。
在第十周面對匹茲堡鋼人，結果以24-20擊敗對手，自1968年以來小馬隊首次在客場擊敗鋼人隊。跟著萬寧對德克薩斯人比賽中擲出320碼及兩次達陣，以33-27擊敗對手。萬寧在今週第二次獲選每週最佳攻擊球員。
接著小馬隊的對手是聖地牙光電光，萬寧在比賽傳球44次，其中32次成功，傳球碼數是255碼，造出兩個達陣但有一個直截，這個直截是萬寧連續140次傳球未被直截的紀錄，是職業生涯最好的一次。並協助球隊勝出。下一場比賽對克里夫蘭布朗，雖然傳球碼數只有125碼。但仍然以10-6擊敗對手。
接著以35-3大勝辛辛那提孟加拉虎。這場比賽後萬寧連續11季擲出20次傳球達陣，是NFL第二佳紀錄。跟著面對13戰全敗的底特律雄獅，但比賽到第四節雙方21平手。曼寧擲出了致勝達陣，以31-21擊敗底特律。比賽中傳球碼數達318碼，28次成功傳球及1次傳球達陣。
在第十六週比賽擊敗了傑克森維爾美州虎，再次在落後的劣勢下，以31-24擊敗對手。並獲得第五名外卡資格。最後一周對田納西泰坦比賽中，只在第一節上陣，傳球碼數達95碼及取得1個達陣。今季的傳球達陣繼續超過4000碼以及協助小馬隊連續六季至少贏得十二次比賽。

### 2009-2010年球季
他帶領印城小馬取得14勝2負佳績，以第一名晉身季後賽，他再度獲得常規賽最有價值球員，成為取得最多次最有價值球員。在小馬隊提早獲得季後賽第一種籽資格後，教練只讓他最後兩場比賽在部份時間亮相。2010年1月16日首次在季後賽出場。在季後賽擊退巴爾的摩烏鴉及紐約噴射機晉身超級碗，對手是新奧爾良聖人，在第四節落後17-24下，犯了一次致命錯誤，他的傳球被對手截住，並成功達陣，結果落後17-31，在第二次角逐超級碗失敗而回，他在比賽中取得333碼，1次達陣及1次直截。

### 2010-2011年球季
曼寧在該球季帶領小馬取得10勝6負。在外卡季後賽遇上紐約噴射機，在完場前53分小馬領先16-14，但是之後被紐約噴射機射進定點球，結果以16-17飲恨，無緣再進一步。

### NFL榮譽
- 1998年NFL最佳新秀一隊[43]
- 最有價值球員：2003年（與Steve McNair平分）、2004年、2008年、2009年[44]
- 2003年Bert Bell獎（英语：Bert Bell Award） [45]
- 2004年最佳進攻球員[44]
- 2004年第三週最佳進攻球員[46]
- 2004年11月最佳進攻球員[47]
- 2004年Bert Bell獎[45]
- 2005年Byron “Whizzer” White Humanitarian獎[43]
- 2005年明星碗最有價值球員[44]
- 2005Walter Payton最有價值球員獎[45]
- 2006年十月最佳進攻球員[48]
- 2007年超級碗最有價值球員[49]

## 大學記錄

### 田納西記錄
- 單場比賽傳球次數：65次1996年對佛羅里達大學[50]
- 傳球次數：37次，1996年對佛羅里達[50]
- 進攻次數：70次，1996年對佛羅里達[50]
- 最多碼數：508碼1997年對肯塔基大學[50]
- 單場比賽最多傳球達陣：5次，1997年堪薩斯理工大學[51]
- 連續成功傳球：12次，1997年對肯塔基大學 [51]
- 單季傳球次數：477，1997年 [52]
- 單季傳球成功次數：287 in 1997 [52]
- 1997年傳球碼數達3,81碼[52]
- 單季傳球成功率（最少30次傳球）：64.2%（1995年） [51]
- 單季最低截球率：1.05% in 1995
- 單季傳球碼數超過300碼比賽：9 in 1997 [51]
- 連續沒有被成功攔截傳球：132 [51]
- 單季進攻次數：538次，1997年 [51]
- 最多傳球碼數：11,201碼 [53]
- 傳球次數：1,381 [53]
- 傳球成功次數：863 [53]
- 最多先發勝利場數：39 [53]
- 最多達陣傳球：[51]
- 最多生涯達陣次數：101[51]
- 最多單場傳球碼數500碼比賽：1 [51]
- 最多單場傳球碼數400碼比賽：3 [51]
- 最多單場傳球碼數300碼比賽：18 [51]
- 最多單場傳球碼數200碼比賽：30 [51]
- 最多連續7傳球碼數超過300碼比賽：7[51]
- 傳球成功率: 62.49% [51]
- 最低被截球率: 2.39% [51]
- 進攻碼數：11,020 [51]
- 進攻次數：1,534 [51]

### Southeastern Conference記錄
- 傳球次數：863次 [54]
- 傳球出現直截比率（最少300次傳球）：:5、1995年 [54]
- 最多傳球碼數：11,201 [51]
- 最多進攻碼數：11,020 [51]
- 傳球成功率：62.49% [51]
- 最低傳球直截率：2.39% [51]
- 傳球碼數超過300碼：18場 [51]

## NFL記錄

### 生涯（個人）
他擁有多項記錄
- 傳球碼數超過4,000碼的球季：8次1999年–2004年、2006年-2007年 [55]
- 連續傳球碼數超過4,000碼的球季：1999年–2004年[4]
- 連續多於25次傳球達陣球季：10季、1998年-2007年[55]
- 完全傳球分數: 4場 （包括一場季後賽，自1973年NFL出現傳球分數數據後，擁有最多完美比賽的球員）[56]
- 自曼寧效力NFL球隊後，每場比賽均以先發上陣，現時的記錄是160場。但連續先發出賽仍然落後於Brett Favre[57]
- 最多四方衛達陣次數 [58]
- 最多連續最少有兩次傳球達陣的比賽（13場）[59]。
- 最多連續最少有兩次傳球達陣的比賽（5場）[60]。

在2004年球季，曼寧打破了多項單季傳球紀錄，包括： 
- 達陣：49次（打破在1984年Dan Marino所保持的48次達陣1984（英语：1984 NFL season）)[3]
- 傳球比分：121.1（打破了1994年由史提夫·揚所保持的112.8的記錄）[60]
- 至少連續4次傳達的比賽：5場（打破由Marino所保持的連續4場在1984年的記錄） [60]
- 2004年12月內成功在4場比賽造出5次傳球達陣。（前紀錄保持者是Marino)
- 聯盟第一位四分衛向3個不同接球隊擲出最少10個傳球達陣（Marvin Harrison14次、 Reggie Wayne12次及 Brandon Stokley10次)。小馬隊是唯一一支球隊有3名接球員在1個球季超過10次達陣。
- 連續傳球比賽超過100分的次數：9次（2004年第5-13次比賽）[61]
- 以正選四分衛身份至少單季取得12場勝利：7次 (1999年、2003-2008年)
- 連續六季以四分衛贏得最少12場比賽（2003-2008年）[62]
- 第一名四分衛在常規賽擊敗31支球隊F（Tom Brady在同一天達成以及Brett Favre在下星期完成） [63]

### 新秀記錄
- 最多傳球次數：575[64]
- 最多傳球成功次數：326[60]
- 最多前進碼數：3,739[60]
- 最多傳球達陣：26[60]
- 最多連續比賽傳球達陣：13[64]

### 與Marvin Harrison合作
曼寧與小馬隊外接員Marvin Harrison擁有多項四分衛及外接員的記錄：
- 傳球成功次數：677 (2004年打破，前記錄保持者是水牛城比爾四分衛Jim Kelly及外接員Andre Reed) [65]
- 傳球碼數：10,253 (2005年11月13日打破)[65]
- 達陣：106 (2006年12月3日止，打破了由三藩市49人的史提夫·揚（四分衛及Jerry Rice（外接員）的85次記錄）[66]

### 明星碗紀錄
- 最多傳球次數（生涯）: 150
- 最多傳球次數（單場）：41 (2004年) [67]
- 最多成功傳球（生涯）: 92
- 最多成功傳球（單場）：22 (2004年) [67]
- 最多傳球碼數 （生涯）: 1,278
- 最多傳球碼數（單場）：342 (2004年) [67]
- 最多傳球達陣（生涯）： 13

## 里程碑
培頓·曼寧與小說家安妮·莱斯及九吋釘樂團的特倫特·雷澤諾是鄰居。
曼寧協助創辦Peyback Foundation，協助全美國貧困兒童的組織。
曼寧與前印第安納溜馬球星雷吉·米勒是最好朋友。

## NFL生涯統計
所有統計可以在Pro Football Reference及CBS Sportsline觀看。